# Tom Ponting
Tom Ponting (Canadá, 28 de enero de 1965) es un nadador canadiense retirado especializado en pruebas de estilo libre y estilo mariposa, donde consiguió ser subcampeón olímpico en 1984 en los 4 x 100 metros estilos.

## Carrera deportiva
En los Juegos Olímpicos de Los Ángeles 1984 ganó la medalla de plata en los relevos de 4 x 100 metros estilos (nadando el largo de mariposa), con un tiempo de 3:43.23 segundos, tras Estados Unidos (oro) y por delante de Australia (bronce), siendo sus compañeros de equipo los nadadores: Mike West, Victor Davis y Sandy Goss.